# Đặc tính (lập trình)
Đặc tính (tiếng Anh: property), trong một số ngôn ngữ lập trình hướng đối tượng, là một loại đặc biệt của thành viên lớp, trung gian chức năng giữa một trường (hay thành viên dữ liệu) và một phương thức. Cú pháp để đọc và viết các đặc tính thì giống như của trường, nhưng thường được chuyển thành lời gọi phương thức 'getter' và 'setter'. Cú pháp giống như trường khiến nó dễ đọc và viết hơn nhiều so với việc gọi phương thức, và xen lẫn bên trong giữa gọi phương thức cho phép xác nhận dữ liệu, cập nhật chủ động (ví dụ như, cho các phần tử của giao diện đồ họa người dùng), hay để hiện thực của các trường "chỉ đọc" (read-only).
Xem ví dụ về bài học cho ngôn ngữ C # bên dưới.

## Hỗ trợ trong các ngôn ngữ
Các ngôn ngữ lập trình hỗ trợ đặc tính bao gồm ActionScript 3, C#, D, Delphi/Free Pascal, eC, F#, Kotlin, JavaScript, Objective-C 2.0, Python, Scala, Swift, Lua, và Visual Basic. Một vài ngôn ngữ lập trình hướng đối tượng, như Java và C++, không hỗ trợ đặc tính, mà yêu cầu lập trình viên định nghĩa một cặp phương thức truy cập và thay đổi.

## Ví dụ cú pháp

### C#
```
class
 
Pen
 

{

    
private
 
int
 
color
;
 
// private field

    

    
// public property

    
public
 
int
 
Color
 

    
{
  

        
get

        
{

            
return
 
this
.
color
;

        
}

        
set
 

        
{

            
if
 
(
value
 
>
 
0
)
 
{

                
this
.
color
 
=
 
value
;

            
}

        
}

    
}

}

```

```
// accessing:

Pen
 
pen
 
=
 
new
 
Pen
();

int
 
color_tmp
 
=
 
0
;

//...

pen
.
Color
 
=
 
17
;

color_tmp
 
=
 
pen
.
Color
;

//...

pen
.
Color
 
=
 
~
pen
.
Color
;
 
// bitwise complement...

// another silly example:

pen
.
Color
 
+=
 
1
;
 
// a lot clearer than "pen.set_Color(pen.get_Color() + 1)"!

```

### C++
C++ không có đặc tính lớp đầu tiên, nhưng có vài cách để mô phỏng đặc tính ở một mức độ giới hạn. Hai trong số đó là:
```
#include
 
<iostream>

template
 
<
typename
 
T
>
 
class
 
property
 
{

        
T
 
value
;

    
public
:

        
T
 
&
 
operator
 
=
 
(
const
 
T
 
&
i
)
 
{

            
return
 
value
 
=
 
i
;

        
}

        
// This template class member function template serves the purpose to make

        
// typing more strict. Assignment to this is only possible with exact identical

        
// types.

        
template
 
<
typename
 
T2
>
 
T2
 
&
 
operator
 
=
 
(
const
 
T2
 
&
i
)
 
{

            
T2
 
guard
 
=
 
value
;

            
throw
 
guard
;
 
// Never reached.

        
}

        
// Implicit conversion back to T. 

        
operator
 
T
 
const
 
&
 
()
 
const
 
{

            
return
 
value
;

        
}

};

struct
 
Foo
 
{

    
// Properties using unnamed classes.

    
class
 
{

            
int
 
value
;

        
public
:

            
int
 
&
 
operator
 
=
 
(
const
 
int
 
&
i
)
 
{
 
return
 
value
 
=
 
i
;
 
}

            
operator
 
int
 
()
 
const
 
{
 
return
 
value
;
 
}

    
}
 
alpha
;

    
class
 
{

            
float
 
value
;

        
public
:

            
float
 
&
 
operator
 
=
 
(
const
 
float
 
&
f
)
 
{
 
return
 
value
 
=
 
f
;
 
}

            
operator
 
float
 
()
 
const
 
{
 
return
 
value
;
 
}

    
}
 
bravo
;

};

struct
 
Bar
 
{

    
// Using the property<>-template.

    
property
 
<
bool
>
 
alpha
;

    
property
 
<
unsigned
 
int
>
 
bravo
;

};

int
 
main
 
()
 
{

    
Foo
 
foo
;

    
foo
.
alpha
 
=
 
5
;

    
foo
.
bravo
 
=
 
5.132f
;

    
Bar
 
bar
;

    
bar
.
alpha
 
=
 
true
;

    
bar
.
bravo
 
=
 
true
;
 
// This line will yield a compile time error

                      
// due to the guard template member function.

::
std
::
cout
 
<<
 
foo
.
alpha
 
<<
 
", "

                
<<
 
foo
.
bravo
 
<<
 
", "

                
<<
 
bar
.
alpha
 
<<
 
", "

                
<<
 
bar
.
bravo

                
<<::
std
::
endl
;

    
return
 
0
;

}

```

#### C++, Microsoft & C++Builder
Ví dụ này được lấy từ MSDN Trang tài liệu.
```
// declspec_property.cpp

struct
 
S

{

   
int
 
i
;

   
void
 
putprop
(
int
 
j
)

   
{
 

      
i
 
=
 
j
;

   
}

   
int
 
getprop
()

   
{

      
return
 
i
;

   
}

   
__declspec
(
property
(
get
 
=
 
getprop
,
 
put
 
=
 
putprop
))
 
int
 
the_prop
;

};

int
 
main
()

{

   
S
 
s
;

   
s
.
the_prop
 
=
 
5
;

   
return
 
s
.
the_prop
;

}

```

### D
```
class
 
Pen

{

    
private
 
int
 
m_color
;
 
// private field

    

    
// public get property

    
public
 
int
 
color
 
()
 
{

        
return
 
m_color
;

    
}

    

    
// public set property

    
public
 
void
 
color
 
(
int
 
value
)
 
{

         
m_color
 
=
 
value
;

    
}

}

```

```
auto
 
pen
 
=
 
new
 
Pen
;

pen
.
color
 
=
 
~
pen
.
color
;
 
// bitwise complement

// the set property can also be used in expressions, just like regular assignment

int
 
theColor
 
=
 
(
pen
.
color
 
=
 
0xFF0000
);

```

Ở phiên bản thứ hai của D, mỗi phương thức truy cập và thay đổi phải được đánh dấu với @property:
```
class
 
Pen

{

    
private
 
int
 
m_color
;
 
// private field

    

    
// public get property

    
@property
 
public
 
int
 
color
 
()
 
{

        
return
 
m_color
;

    
}

    

    
// public set property

    
@property
 
public
 
void
 
color
 
(
int
 
value
)
 
{

        
m_color
 
=
 
value
;

    
}

}

```

### Delphi/Free Pascal
```
type
 
TPen
 
=
 
class

  
private

    
FColor
:
 
TColor
;

    
function
 
GetColor
:
 
TColor
;

    
procedure
 
SetColor
(
const
 
AValue
:
 
TColor
)
;

  
public

    
property
 
Color
:
 
Integer
 
read
 
GetColor
 
write
 
SetColor
;

end
;

function
 
TPen
.
GetColor
:
 
TColor
;

begin

  
Result
:=
 
FColor
;

end
;

procedure
 
TPen
.
SetColor
(
const
 
AValue
:
 
TColor
)
;

begin

  
if
 
FColor
 
<>
 
AValue

   
then
 
FColor
:=
 
AValue
;

end
;

```

```
// accessing:

var
 
Pen
:
 
TPen
;

//...

Pen
.
Color
:=
 
not
 
Pen
.
Color
;

(*

Delphi also supports a 'direct field' syntax -

property Color: TColor read FColor write SetColor;

or

property Color: TColor read GetColor write FColor;

where the compiler generates the exact same code as for reading and writing

a field. This offers the efficiency of a field, with the safety of a property.

(You can't get a pointer to the property, and you can always replace the member

access with a method call.)

*)

```

### eC
```
class
 
Pen
 

{

   
// private data member

   
Color
 
color
;

public
:

   
// public property

   
property
 
Color
 
color
 

   
{
  

      
get
 
{
 
return
 
color
;
 
}

      
set
 
{
 
color
 
=
 
value
;
 
}

   
}

}

Pen
 
blackPen
 
{
 
color
 
=
 
black
 
};

Pen
 
whitePen
 
{
 
color
 
=
 
white
 
};

Pen
 
pen3
 
{
 
color
 
=
 
{
 
30
,
 
80
,
 
120
 
}
 
};

Pen
 
pen4
 
{
 
color
 
=
 
ColorHSV
 
{
 
90
,
 
20
,
 
40
 
}
 
};

```

### F#
```
type
 
Pen
()
 
=
 
class

    
let
 
mutable
 
_
color
 
=
 
0

    
member
 
this
.
Color

        
with
 
get
()
 
=
 
_
color

        
and
 
set
 
value
 
=
 
_
color
 
<-
 
value

end

```

```
let
 
pen
 
=
 
new
 
Pen
()

pen
.
Color
 
<-
 
~~~
pen
.
Color

```

### JavaScript
```
function
 
Pen
()
 
{

    
this
.
_color
 
=
 
0
;

}

// Add the property to the Pen type itself, can also

// be set on the instance individually

Object
.
defineProperties
(
Pen
.
prototype
,
 
{

    
color
:
 
{

        
get
:
 
function
 
()
 
{

            
return
 
this
.
_color
;

        
},

        
set
:
 
function
 
(
value
)
 
{

            
this
.
_color
 
=
 
value
;

        
}

    
}

});

```

```
var
 
pen
 
=
 
new
 
Pen
();

pen
.
color
 
=
 
~
pen
.
color
;
 
// bitwise complement

pen
.
color
 
+=
 
1
;
 
// Add one

```

### ActionScript 3.0
```
package
  
{

	
public
 
class
 
Pen
 
{

		
private
 
var
 
_color
:
uint
 
=
 
0
;

		

		
public
 
function
 
get
 
color
():
uint
 
{

			
return
 
_color
;

		
}

		

		
public
 
function
 
set
 
color
(
value
:
uint
):
void
 
{

			
_color
 
=
 
value
;

		
}

	
}

}

```

```
var
 
pen
:
Pen
 
=
 
new
 
Pen
();

pen
.
color
 
=
 
~
pen
.
color
;
 
// bitwise complement

pen
.
color
 
+=
 
1
;
 
// add one

```

### Objective-C 2.0
```
@interface
 
Pen
: 
NSObject

@property
 
(
copy
)
 
NSColor
 
*
colour
;
	
// The "copy" attribute causes the object's copy to be

					
// retained, instead of the original.

@end

@implementation
 
Pen

@synthesize
 
colour
;
			
// Compiler directive to synthesise accessor methods.

					
// It can be left behind in Xcode 4.5 and later.

@end

```

Ví dụ trên có thể được sử dụng trong một phương thức tùy ý như vầy:
```
Pen
 
*
pen
 
=
 
[[
Pen
 
alloc
]
 
init
];

pen
.
colour
 
=
 
[
NSColor
 
blackColor
];

float
 
red
 
=
 
pen
.
colour
.
redComponent
;

[
pen
.
colour
 
drawSwatchInRect
:
 
NSMakeRect
(
0
,
 
0
,
 
100
,
 
100
)];

```

### PHP
```
class
 
Pen
 
{

    
private
 
$_color
;

    
function
 
__set
(
$property
,
 
$value
)
 
{

        
if
 
(
$property
 
==
 
'Color'
)
 
{
 
            
return
 
$this
->
_color
 
=
 
$value
;

        
}

    
}

    
function
 
__get
(
$property
)
 
{

        
if
 
(
$property
 
==
 
'Color'
)
 
{

            
return
 
$this
->
_color
;

        
}

    
}

}

```

```
$p
 
=
 
new
 
Pen
();

$p
->
Color
 
=
 
~
$p
->
Color
;
 
// bitwise complement

echo
 
$p
->
Color
;

```

### Python
```
class
 
Pen
(
object
):

    
def
 
__init__
(
self
):

        
self
.
_color
 
=
 
0
 
# "private" variable

    
@property

    
def
 
color
(
self
):

        
return
 
self
.
_color

    
@color
.
setter

    
def
 
color
(
self
,
 
color
):

        
self
.
_color
 
=
 
color

```

```
pen
 
=
 
Pen
()

# accessing:

pen
.
color
 
=
 
~
pen
.
color
 
# bitwise complement...

```

### Ruby
```
class
 
Pen

    
def
 
initialize

        
@color
 
=
 
0

    
end

    

    
# Defines a getter for the @color field

    
def
 
color

        
@color

    
end

    
# Defines a setter for the @color field

    
def
 
color=
(
value
)

        
@color
 
=
 
value

    
end

end

pen
 
=
 
Pen
.
new

pen
.
color
 
=
 
~
pen
.
color
    
# Bitwise complement

```

### Visual Basic

#### Visual Basic (.NET 2003-2010)
```
Public
 
Class
 
Pen

 

    
Private
 
_color
 
As
 
Integer
 
' Private field

    
Public
 
Property
 
Color
()
 
As
 
Integer
 
' Public property

        
Get

            
Return
 
_color

        
End
 
Get

        
Set
(
ByVal
 
value
 
As
 
Integer
)

            
_color
 
=
 
value

        
End
 
Set

    
End
 
Property

End
 
Class

```

```
' Create Pen class instance

Dim
 
pen
 
As
 
New
 
Pen
()

' Set value

pen
.
Color
 
=
 
1

' Get value

Dim
 
color
 
As
 
Int32
 
=
 
pen
.
Color

```

#### Visual Basic (chỉ.NET 2010)
```
Public
 
Class
 
Pen

    
Public
 
Property
 
Color
()
 
As
 
Integer
 
' Public property

End
 
Class

```

```
' Create Pen class instance

Dim
 
pen
 
As
 
New
 
Pen
()

' Set value

pen
.
Color
 
=
 
1

' Get value

Dim
 
color
 
As
 
Int32
 
=
 
pen
.
Color

```

#### Visual Basic 6
```
' in a class named clsPen

Private
 
m_Color
 
As
 
Long

Public
 
Property
 
Get
 
Color
()
 
As
 
Long

    
Color
 
=
 
m_Color

End
 
Property

Public
 
Property
 
Let
 
Color
(
ByVal
 
RHS
 
As
 
Long
)

    
m_Color
 
=
 
RHS

End
 
Property

```

```
' accessing:

Dim
 
pen
 
As
 
New
 
clsPen

'...

pen
.
Color
 
=
 
Not
 
pen
.
Color

```